# 市島謙吉
市島 謙吉（いちしま けんきち、1860年3月9日（安政7年2月17日） - 1944年（昭和19年）4月21日）は、日本のジャーナリスト、衆議院議員（3期）、文化事業家、随筆家、初代早稲田大学図書館長。号は春城。

## 経歴

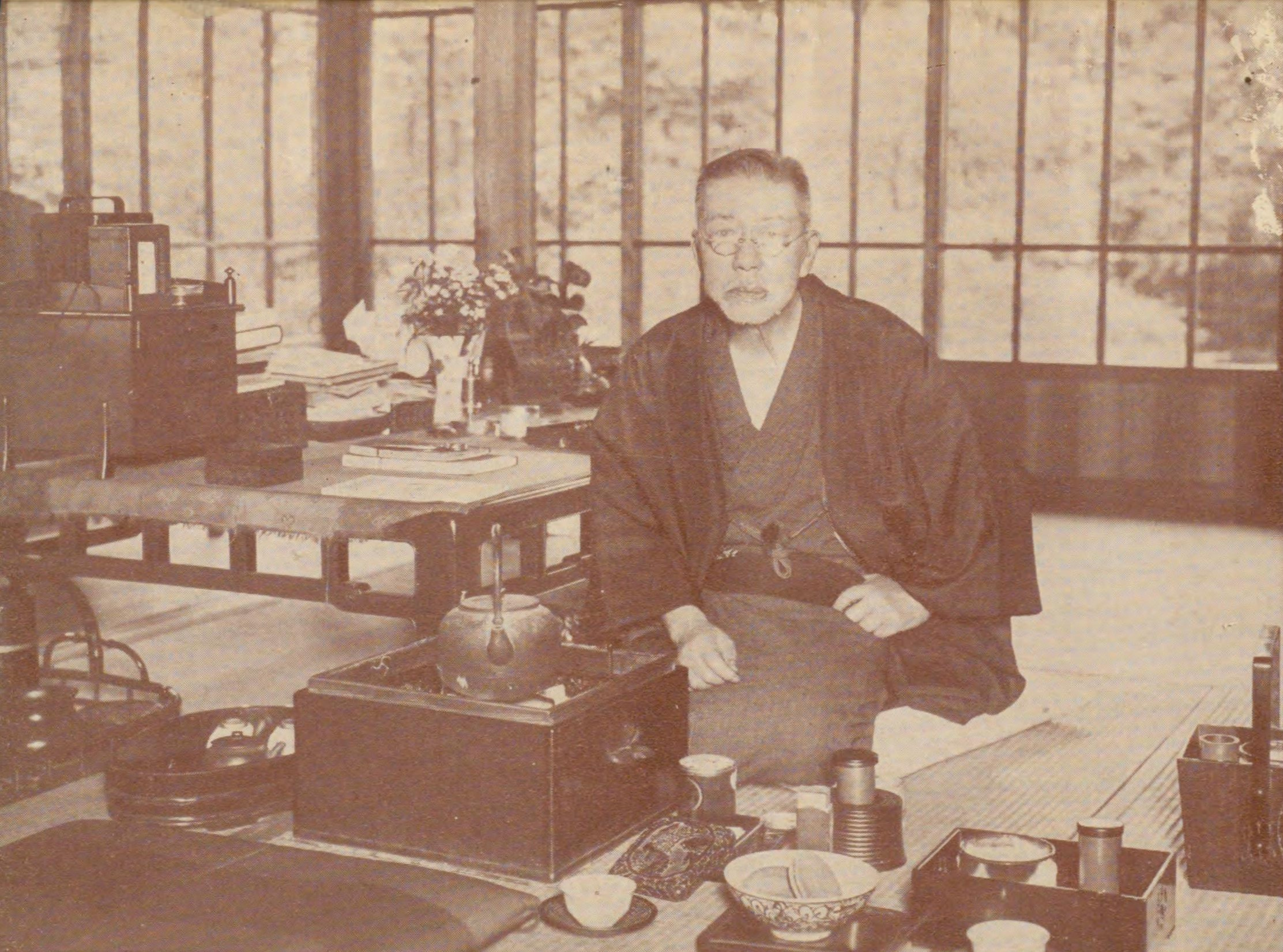
1933年頃の市島謙吉

安政7年（1860年）2月17日、越後国蒲原郡水原村（現在の新潟県阿賀野市）に角市市島家五代目直太郎の長男として生まれた。幼名は雄之助といい、これは病弱のため八幡宮より一時的に貰ったものである。のちに郷土の英雄・上杉謙信にあやかって謙吉と改名した。
市島家は丹波国発祥で、慶長3年（1598年）越後に移り、商業で財を成した豪農一族で、角市家は宗家三代目喜右衛門の二男次郎吉から始まる筆頭分家である。明治2年（1869年）には越後府判事（次官）に任命された前原一誠が市島家の離れに宿泊したこともあった。また、市島岱海等文人を輩出する家柄としても知られていた。
文化資本に恵まれた謙吉は、幼少より英才教育を受けた。明治3年（1870年）水原県立広業館で星野恒に漢学を学び、翌年新潟学校（現在の新潟大学教育学部）に入学して英語を学ぶ。明治7年（1874年）上京して官立東京英語学校（後の第一高等学校）に入学した。北海道に札幌農学校が設立されることになった際、5名から7名の優等生が転学することとなり、市島と親密に交わった大島正健も同校へいくことを決め、市島も一時同行しようと考えたが、断念した。明治11年（1878年）東京大学文学部に入学、高田早苗・坪内逍遥・山田一郎・有賀長雄・天野為之・福井彦次郎・真崎孝人と同級となり、後の足掛かりとなる人脈を得た。
在学3年次に父の養蚕事業が失敗し、叔父和泉巖吉に援助を受けるも、結局翌年に中退。小野義眞の斡旋で郵便汽船三菱会社運賃課長を4ヶ月務めた後、明治十四年の政変で下野していた大隈重信に就き、小野梓等と立憲改進党の設立に参画した。
同年『内外政党事情』を発刊するが、翌年に廃刊。越後に戻り『高田新聞』を立ち上げ、論弁を振るった。この時、上杉謙信の居城春日山城に因み、山田喜之助より春城を贈号された。同年新潟で起こった高田事件を批判する記事で改正新聞紙条例筆禍第一号として検挙、投獄された。
明治18年（1885年）出獄、叔父和泉新平の八女ユキと入籍、東京専門学校（現在の早稲田大学）で政治学を教えた。翌年新潟に戻り、新潟新聞に参加、大同団結運動反対の論陣を張り政治活動を続けた。
明治23年（1890年）衆議院第1回衆議院議員総選挙新潟2区に立憲改進党から出馬し、大同団結派の丹呉直平・加藤勝弥に破れ落選した。読売新聞社に入社、翌年高田早苗を継ぎ主筆となる。第2,3回も出馬するが落選。明治27年（1894年）10月、第4回衆議院議員総選挙で立憲改進党から出馬しようやく初当選が叶う。以後3期務めた。
明治31年（1898年）の風邪を契機に体調が悪化、明治34年（1901年）新潟で入浴中に喀血し、遂に衆議院議員を辞職、政治活動を断念した。高田早苗の薦めによって東京専門学校図書館長に就任、翌年小野梓の遺志であった東京専門学校の私立大学改組が実現し、早稲田大学初代図書館長となった。大正6年（1917年）早稲田騒動で辞するまで初代早稲田大学図書館長として和漢洋の蔵書の拡充に奔走した。大正4年（1915年）には大隈伯後援会会長となって大隈重信の晩年の政治活動を支え、大正11年（1922年）の大隈死去の際には葬儀委員長も務めた。
明治36年（1903年）日本文庫協会（後日本図書館協会）を設立・初代館長、第一回図書館事項講習会を行い日本の司書制度の濫觴となった。大日本文明協会、国書刊行会、日清印刷（現大日本印刷）等にも携わり、印刷業界でも精力的に活動した。晩年は随筆も多く執筆した。
昭和14年（1939年）に脳溢血で倒れる。昭和19年（1944年）死去。翌年の東京大空襲で牛込区東五軒町の居宅は全焼。家督は二男昂が継いだ。
生誕150年にあたる平成22年（2010年）、早稲田大学中央図書館前及び新発田市市島邸に銅像が設置された。

## 家族
- 父：直太郎（天保10年（1839年） - 明治35年（1902年）9月17日）
- 母：シゲ（弘化元年（1844年） - 大正8年（1919年）11月6日）
  - 弟：豊次郎（ - 明治40年（1907年）9月4日）
- 妻：ユキ（慶応2年（1866年） - 昭和15年（1940年）12月27日）
  - 長男：機（明治19年（1886年）6月19日 - 明治43年（1910年）8月15日）石塚三郎に写真を学ぶが、腹膜炎により25歳で死去。
  - 長女：シヅ（明治21年（1888年）8月20日 - 昭和14年（1939年）12月10日） - 三輪田女学校。台湾総督府役人重栖健に嫁ぎ台湾に渡る。
  - 二男：昂（明治23年（1890年）9月14日 - 昭和34年（1959年）3月17日） - 早稲田中学中退、逗子開成中学寄宿舎を経て東京音楽学校分教場選科に進学、音楽の道に進んだ。角市市島家七代目を継ぐ。
  - 二女：ヒサ（明治26年（1893年）3月27日 - 昭和2年（1927年）11月29日） - 男爵矢吹省三の後妻[5]
  - 三男：芳雄（明治27年（1894年）8月3日 - 明治29年（1896年）4月9日） - 夭逝。
  - 三女：スミ（明治29年（1896年）9月20日 - 大正3年（1914年）5月28日） - 日本女子大学在学中に死去。
  - 四女：ミツ（明治32年（1899年）10月3日 - 昭和54年（1979年）5月17日） - 謙吉の死後、北蒲原郡天王に移り、中学校で教鞭を執った。昂の死後八代目を継ぐ。

## 選挙経歴
- 1890年-第1回衆議院議員総選挙新潟2区次点（立憲改進党）
- 1892年-第2回衆議院議員総選挙次点
- 1894年3月-第3回衆議院議員総選挙次点
  - 10月-第4回衆議院議員総選挙初当選
- 1898年3月-第5回衆議院議員総選挙当選（進歩党）
  - 8月-第6回衆議院議員総選挙当選（憲政本党）

## 著書

### 単著
- 『政治科講義録』横田敬太、1886年6月。NDLJP:783308。
- 神林莞爾 編『改進論』桜井産作、1888年6月。NDLJP:782971。
- 浜田清 編『平民論』浜田清、1888年12月。NDLJP:783687。
- 『日本改進論』大鵬館、1889年1月。NDLJP:783589。
- 『非大同団結論』林鋳吉、1889年2月。NDLJP:784359。
- 『政治原論』万松堂、1889年6月。NDLJP:783315。
- 『蟹の泡 奇談一五〇篇』早稲田大学出版部、1921年12月。
- 『大隈侯一言一行』早稲田大学出版部、1922年2月。NDLJP:964395。
- 『芸苑一夕話 上』早稲田大学出版部、1922年4月。
- 『芸苑一夕話 下』早稲田大学出版部、1922年4月。
- 『随筆頼山陽』早稲田大学出版部、1925年3月。NDLJP:1876437。
  - 『随筆頼山陽』中央公論社、1942年11月。NDLJP:1058003。
- 『春城随筆』早稲田大学出版部、1926年12月。
- 『随筆春城六種』早稲田大学出版部、1927年8月。NDLJP:1189967。
- 『春城筆語』早稲田大学出版部、1928年8月。
- 『春城漫筆』早稲田大学出版部、1929年12月。NDLJP:1174229。
- 『春城漫談（一）』文明協会〈日本と世界 (5)〉、1931年5月、28 - 36頁。
- 『春城漫談（二）』文明協会〈日本と世界 (6)〉、1931年5月、27 - 36頁。
- 『春城漫談（三）』文明協会〈日本と世界 (8)〉、1931年6月、42 - 48頁。
- 『春城漫談（四）』文明協会〈日本と世界 (9)〉、1931年6月、17 - 29頁。
- 『春城漫談』文明協会〈日本と世界 (14)〉、1931年8月、40 - 57頁。
- 『春城漫談』文明協会〈日本と世界 (16)〉、1931年9月、49 - 62頁。
  - 『春城漫談 乾』市島謙吉、1931年10月。
  - 『春城漫談 坤』市島謙吉、1931年10月。
- 『小精廬雑筆』ブツクドム社、1933年11月。
- 『春城代酔録』中央公論社、1933年12月。
- 『文墨余談』翰墨同好会・南有書院、1935年8月。NDLJP:1236048。
- 『随筆早稲田』翰墨同好会・南有書院、1935年9月。
- 『文人墨客を語る』翰墨同好会・南有書院、1935年12月。
- 『随筆頼山陽』翰墨同好会、1936年。
- 『春城閑話』健文社、1936年2月。
- 『擁炉漫筆』（愛蔵版）書物展望社、1936年3月。
- 『鯨肝録』東宛書房〈学芸随筆 第5巻〉、1936年12月。
- 『春城随筆 余生児戯』富山房、1939年11月。
- 『回顧録』中央公論社〈市島春城選集〉、1941年3月。
- 『春城談叢』千歳書房、1942年8月。
- 『獄政論 並獄窓旧夢談』有斐閣〈新日本刑事学叢書 1〉、1946年11月。
- 早稲田大学図書館 編『春城八十年の覚書 / 平民論』早稲田大学図書館、1960年5月。
- 『市島春城古書談叢』青裳堂書店〈日本書誌学大系 3〉、1978年8月。
- 『春城師友録』国書刊行会〈知の自由人叢書〉、2006年4月。ISBN 9784336047175。

### 編著
- 前島男爵談話 著、市島謙吉 編『鴻爪痕』市島謙吉、1922年5月。NDLJP:986504。

### 市島春城随筆集
- 『随筆頼山陽』クレス出版〈市島春城随筆集 第1巻〉、1996年5月。
- 『小精廬雑筆』クレス出版〈市島春城随筆集 第2巻〉、1996年5月。
- 『春城代酔録』クレス出版〈市島春城随筆集 第3巻〉、1996年5月。
- 『随筆早稲田』クレス出版〈市島春城随筆集 第4巻〉、1996年5月。
- 『文墨余談・漫談明治初年』クレス出版〈市島春城随筆集 第5巻〉、1996年5月。
- 『文人墨客を語る』クレス出版〈市島春城随筆集 第6巻〉、1996年5月。
- 『擁炉漫筆』クレス出版〈市島春城随筆集 第7巻〉、1996年5月。
- 『春城閑話』クレス出版〈市島春城随筆集 第8巻〉、1996年5月。
- 『鯨肝録』クレス出版〈市島春城随筆集 第9巻〉、1996年5月。
- 『余生児戯』クレス出版〈市島春城随筆集 第10巻〉、1996年5月。
- 『回顧録・春城談叢』クレス出版〈市島春城随筆集 第11巻〉、1996年5月。

### 早稲田大学図書館紀要 「春城日誌」関連
- 「市島謙吉 (春城) 年譜（稿）」『早稲田大学図書館紀要』第57巻、2010年3月15日、1-54頁。
- 「『春城日誌』余滴 付・市島栄治氏寄贈資料リスト」『早稲田大学図書館紀要』第36巻、1992年5月15日、1-6頁。
- 「「春城日誌研究会」のことども」『早稲田大学図書館紀要』第57巻、2010年3月15日、82-86頁。
- 「〈市島邸・早稲田大学連携講演会〉 春城市島謙吉先生と早稲田大学図書館」『早稲田大学図書館紀要』第57巻、2010年3月15日、96-121頁。
- 「「春城日誌」研究会 茫茫二十五年」『早稲田大学図書館紀要』第57巻、2010年3月15日、87-95頁。

市島春城. 春城日誌研究会. ed. “翻刻『春城日誌』”. 早稲田大学図書館紀要 (早稲田大学図書館).
- 「翻刻『春城日誌』（1） 明治35年3月～12月」『早稲田大学図書館紀要』第26巻、1986年3月25日。
- 「翻刻『春城日誌』（2） 明治36年」『早稲田大学図書館紀要』第27巻、1987年3月31日、84-156頁。
- 「翻刻『春城日誌』（3） 明治37年」『早稲田大学図書館紀要』第28巻、1987年12月15日、78-154頁。
- 「翻刻『春城日誌』（4） 明治38年1月～6月」『早稲田大学図書館紀要』第29巻、1988年12月25日、150-192頁。
- 「翻刻『春城日誌』（5） 明治38年7月～12月」『早稲田大学図書館紀要』第31巻、1989年12月31日、186-231頁。
- 「翻刻『春城日誌』（6） 明治39年1月～6月」『早稲田大学図書館紀要』第33巻、1991年1月31日、167-205頁。
- 「翻刻『春城日誌』（7） 明治39年7月～12月」『早稲田大学図書館紀要』第34巻、1991年3月31日、93-133頁。
- 「翻刻『春城日誌』（8） 明治40年1月～6月」『早稲田大学図書館紀要』第35巻、1992年1月31日、15-57頁。
- 「翻刻『春城日誌』（9）明治40年7月～12月」『早稲田大学図書館紀要』第38巻、1993年5月15日、115-167頁。
- 「翻刻『春城日誌』（10）明治41年1月～6月」『早稲田大学図書館紀要』第39巻、1994年3月15日、167-212頁。
- 「翻刻『春城日誌』（11）明治41年7月～12月」『早稲田大学図書館紀要』第40巻、1994年11月30日、22-73頁。
- 「翻刻『春城日誌』（12）明治42年1月～6月」『早稲田大学図書館紀要』第42巻、1995年12月31日、209-263頁。
- 「翻刻『春城日誌』（13） 明治42年7月～12月」『早稲田大学図書館紀要』第43巻、1996年8月31日、79-125頁。
- 「翻刻『春城日誌』（14） -『双魚堂日誌』明治43年1月～6月」『早稲田大学図書館紀要』第44巻、1997年3月15日、199-253頁。
- 「翻刻『春城日誌』（15） -『双魚堂日誌』明治43年7月～12月」『早稲田大学図書館紀要』第45巻、1998年3月15日、98-144頁。
- 「翻刻『春城日誌』（16） -『双魚堂日誌』明治44年1月～6月」『早稲田大学図書館紀要』第46巻、1999年3月15日、81-134頁。
- 「翻刻『春城日誌』（17） -『双魚堂起居注』明治44年7月～12月」『早稲田大学図書館紀要』第47巻、2000年3月15日、193-236頁。
- 「翻刻『春城日誌』（18） -『双魚堂起居注』 明治45年1月～6月」『早稲田大学図書館紀要』第48巻、2001年3月15日、134-179頁。
- 「翻刻『春城日誌』（19） -『双魚堂起居注』 明治45年7月～12月」『早稲田大学図書館紀要』第49巻、2002年3月15日、109-156頁。
- 「翻刻『春城日誌』（20） -『双魚堂起居注』 大正2年1月～6月」『早稲田大学図書館紀要』第50巻、2003年3月15日、188-236頁。
- 「翻刻『春城日誌』（21） -『双魚堂日誌』 大正2年7月～12月」『早稲田大学図書館紀要』第51巻、2004年3月15日、145-208頁。
- 「翻刻『春城日誌』（22） -『双魚堂日誌』 大正3年1月～6月」『早稲田大学図書館紀要』第52巻、2005年3月15日、84-134頁。
- 「翻刻『春城日誌』（23） -『双魚堂日誌』 大正3年7月～12月」『早稲田大学図書館紀要』第53巻、2006年3月15日、73-124頁。
- 「翻刻『春城日誌』（24） -『双魚堂日誌』 大正4年1月～12月」『早稲田大学図書館紀要』第54巻、2007年3月15日、185-314頁。
- 「翻刻『春城日誌』（25） -『双魚堂日誌』 大正5年1月～12月」『早稲田大学図書館紀要』第55巻、2008年3月15日、104-206頁。
- 「翻刻『春城日誌』（26） -『双魚堂日誌』 大正6年1月～7月」『早稲田大学図書館紀要』第56巻、2009年3月15日、114-183頁。
- 「翻刻『春城日誌』（27） -『双魚堂日誌』 大正6年8月～12月」『早稲田大学図書館紀要』第57巻、2010年3月15日、1-64頁。
- 「翻刻『春城日誌』（28） -『双魚堂日誌』 大正6年1月～6月」『早稲田大学図書館紀要』第62巻、2015年3月15日、67-124頁。
- 「翻刻『春城日誌』（29） -『双魚堂日誌』 大正7年7月～12月」『早稲田大学図書館紀要』第63巻、2016年3月15日、11-64頁。
- 藤原秀之 (2023-03-15). 新・翻刻「春城日誌」(一) -「菰月蘋風楼日録」1～4巻 明治18・19年. 70. pp. 201-275.